# Kevin Light
Pour les articles homonymes, voir Light.
Kevin Richard Light, né le 16 mai 1979 à Vancouver (Canada), est un rameur canadien.
Il a obtenu la médaille d'or olympique en 2008 à Pékin en huit.